# 代字营镇
代字营镇，是中华人民共和国陕西省渭南市潼关县下辖的一个乡镇级行政单位。

## 行政区划
代字营镇下辖以下地区：
代字营村、北歇马村、北洞村、姚青村、西埝村、东埝村、西姚村、川城子村、南头村、坡头村、东马村、东里村、上北头村、下北头村、万家岭村、留果村、下汾井村和上汾井村。